# Aufenthaltsbestimmungsrecht
Das Aufenthaltsbestimmungsrecht ist der Teilbereich der Personensorge, der die Bestimmung des Wohnsitzes, des gewöhnlichen Aufenthaltes oder des tatsächlichen Aufenthaltes beinhaltet.

## Deutschland

### Minderjährige
In Deutschland ist die gesetzliche Grundlage § 1627 BGB, der Entscheidungen in Angelegenheiten des täglichen Lebens eines Minderjährigen regelt, der unter elterlicher Sorge oder unter Vormundschaft steht.
Ein Minderjähriger steht üblicherweise unter elterlicher Sorge seiner beiden Eltern oder eines (alleinsorgeberechtigten) Elternteils. Steht den Eltern die elterliche Sorge nicht zu (zum Beispiel Entzug nach § 1666 BGB, Ruhen nach § 1673, § 1674 BGB), wird diese durch einen Vormund ausgeübt, für den nach § 1800 BGB das Gleiche wie für die Eltern gilt. Das Gleiche gilt auch für einen Ergänzungspfleger nach § 1909, § 1915 BGB, sofern diesem als Aufgabenkreis das Aufenthaltsbestimmungsrecht gerichtlich übertragen wurde.
Die elterliche Sorge wird unterschieden in verschiedene Bereiche. Dazu gehören die Personensorge und die Vermögenssorge. Ein Teilbereich der Personensorge ist das Recht der Bestimmung des Aufenthaltes des Minderjährigen (siehe die Aufzählung in § 1631 Abs. 1 BGB). Das Aufenthaltsbestimmungsrecht geht nicht so weit, dass die Eltern oder der Elternteil ohne familiengerichtliche Genehmigung eine freiheitsentziehende Unterbringung des Minderjährigen veranlassen dürften (§ 1631b BGB).
Im Fall der Trennung von Eltern – und regelmäßig auch nach einer Scheidung – steht ihnen das Aufenthaltsbestimmungsrecht weiterhin gemeinschaftlich zu. Sie müssen daher gemeinsam darüber entscheiden, wo ihre Kinder künftig leben sollen. Einigen sie sich darüber, beispielsweise über eine Betreuung der Kinder im Residenzmodell oder im Wechselmodell, legen sie den Aufenthalt der Kinder auf diese Weise gemeinsam fest und behalten das gemeinsame Aufenthaltsbestimmungsrecht.
Können sie sich, ggf. auch mit Hilfe des Jugendamtes, hingegen nicht einigen, so kann das Familiengericht einem der beiden das alleinige Aufenthaltsbestimmungsrecht zuweisen. Dieser Elternteil nimmt dann regelmäßig die Kinder in seine eigene Obhut. Ein Eingriff in die anderen Bereiche des Sorgerechts (z. B. in schulischen oder medizinischen Angelegenheiten) ist damit nicht verbunden, es bleibt gemeinschaftlich.
Der andere Elternteil behält – völlig unabhängig von der Entscheidung über den Aufenthalt – sein Recht auf Umgang mit den Kindern. Der andere Elternteil kann darüber keinesfalls einseitig bestimmen, und zwar auch dann nicht, wenn ihm das alleinige Aufenthaltsbestimmungsrecht zusteht. In engem Zusammenhang mit der Aufenthaltsbestimmung steht zwar das Recht des Sorgeberechtigten, den Umgang des Minderjährigen mit Dritten zu bestimmen (§ 1632 Abs. 2 BGB). Dieser Umgang mit Dritten betrifft aber keineswegs das gesetzlich verankerte Umgangsrecht des Kindes mit beiden Eltern bzw. beider Eltern mit dem Kind; hier besteht also ausdrücklich keine auf das Aufenthaltsbestimmungsrecht gegründete Entscheidungsgewalt des betreuenden Elternteils. 
Die Vorschrift des § 1687 BGB regelt die Entscheidungsbefugnisse der Eltern bei Trennung der Eltern. Demnach darf der Elternteil, bei dem das Kind lebt – sei es aufgrund gemeinsamer Entscheidung, sei es aufgrund alleinigen Aufenthaltsbestimmungsrechtes – über alle Angelegenheiten des täglichen Lebens allein entscheiden.
Das gemeinsame Sorgerecht wirkt sich daher praktisch nur in solchen Angelegenheiten aus, deren Regelung für das Kind von erheblicher Bedeutung ist. Diese sind beispielsweise Schulwechsel, Umschulung, Berufswahl, Wechsel des Kindes in ein Heim oder Internat (ein Aspekt des Aufenthaltsbestimmungsrechtes), Beschneidung, Taufe, schwere medizinische Eingriffe, Annahme einer Erbschaft und Reisen kleiner Kinder in ihnen nicht vertraute Kulturkreise bei mehrstündigen Flügen. Als Angelegenheiten des täglichen Lebens dagegen gelten Schulalltag, Anmeldung zu Nachhilfeunterricht oder Sportverein, Essensfragen, Fernsehkonsum, Kleidung, Umgang mit Freunden, Besuch von Sport- oder Kulturveranstaltungen, die gewöhnliche medizinische Versorgung, Taschengeld, Verwaltung üblicher Geldgeschenke durch Verwandte, Zustimmung nach § 110 BGB (Eigentumserwerb durch Verwendung von Taschengeld) und alle anderen häufig vorkommenden Situationen, die zwar eine sorgerechtliche Entscheidung erfordern, deren Auswirkungen auf die Entwicklung des Kindes aber ohne Aufwand wieder abänderbar sind.
In gleicher Weise entscheidet auch der andere, umgangsberechtigte Elternteil, solange sich das Kind, etwa am Wochenende oder in den Ferien, bei ihm aufhält, in Angelegenheiten der tatsächlichen Betreuung. Dies umfasst u. a. Entscheidungen über Ernährung, Bettzeiten, Arztbesuche bei akuten Erkrankungen, bei denen der andere Elternteil nicht erreicht werden kann, Besuche von und bei Freunden oder Verwandten etc. während der Umgangszeiten.
Damit ist gewährleistet, dass die Eltern bei schwerwiegenden und irreparablen Entscheidungen gemeinsam zu entscheiden haben, bei gewöhnlichen und wiederkehrenden Entscheidungen dagegen der jeweils anwesende Elternteil ein Alleinentscheidungsrecht hat.
Trennen sich die Eltern, kann der andere Elternteil, bei dem sich das Kind nicht gewöhnlich aufhält, in öffentlich-rechtlichen Verfahren ein Beteiligtenrecht geltend machen, soweit er Umgang mit dem Kind pflegt oder in sonstiger Weise das Elternrecht aus Art. 6 Abs. 2 GG geltend machen will. Siehe dazu § 12 SGB X bzw. § 13 VwVfG.
Zu Schranken des Aufenthaltsbestimmungsrechts siehe auch:
- elterliche Sorge – Pflichtgebundenheit des Sorgerechts
- Umgangsrecht (§ 1626 Abs. 3 BGB)
- Unterlassungsanspruch von Störungen und Beeinträchtigungen im familiären Verhältnis etc., zum Beispiel im Kontext des Umgangsrechts (§ 1684 Abs. 2 BGB)
- Pflicht zu gegenseitigem Beistand und Rücksichtnahme (§ 1618a BGB)
- Beachtung des Kindeswohls (z. B. bei Gerichtsentscheidungen: § 1697a BGB)

### Volljährige / Betreuung
Bei Volljährigen unter rechtlicher Betreuung gehört zum Betreueraufgabenkreis häufig die Aufenthaltsbestimmung. Der Betreuer prüft im Rahmen seiner Aufgaben, ob der Betreute problemlos alleine wohnen kann. Er kann für den Betreuten Mietverträge abschließen oder diese im Rahmen des § 1907 BGB kündigen. Zur wirksamen Kündigung eines Mietverhältnisses muss er allerdings die Genehmigung des Betreuungsgerichts einholen. Auch die Veranlassung freiheitsentziehender Unterbringungen Betreuter nach § 1906 BGB setzt den Betreueraufgabenkreis der Aufenthaltsbestimmung voraus. Das Oberlandesgericht Hamm stellte anlässlich einer Schadensersatzforderung gegen einen Betreuer fest, dass der Aufgabenkreis der Gesundheitsfürsorge für eine Unterbringung nicht ausreichend ist.
Der Betreuer hat nach den Meldegesetzen der Bundesländer auch die Pflicht der polizeilichen An-, Ab- und Ummeldung beim Einwohnermeldeamt.